# 韩文林
韩文林（1972年3月—），男，撒拉族，中华人民共和国政治人物。现任青海撒拉尔集团总经理，青海省工商业联合会副主席。第十三、十四届全国政协委员。